# Championnats du monde de ski acrobatique 2015
Navigation
Édition précédente Édition suivante
La 15e édition des Championnats du monde de ski acrobatique se déroule du 14 janvier au 25 janvier 2015 à Kreischberg (Autriche) conjointement aux Championnats du monde de snowboard.

## Programme
| Q | Qualifications | F | Finale |

| Epreuve↓/Date →     | Mer 14 | Jeu 15 | Ven 16 | Sam 17 | Dim 18 | Dim 18 | Lun 19 | Lun 19 | Mar 20 | Mer 21 | Jeu 22 | Ven 23 | Ven 23 | Sam 24 | Dim 25 |
| ------------------- | ------ | ------ | ------ | ------ | ------ | ------ | ------ | ------ | ------ | ------ | ------ | ------ | ------ | ------ | ------ |
| Bosses              |        |        |        |        | Q      | F      |        |        |        |        |        |        |        |        |        |
| Bosses en Parallèle |        |        |        |        |        |        | Q      | F      |        |        |        |        |        |        |        |
| Sauts               | Q      | F      |        |        |        |        |        |        |        |        |        |        |        |        |        |
| Half-Pipe           |        |        |        |        |        |        |        |        |        | Q      | F      |        |        |        |        |
| Slopestyle          |        |        |        |        |        |        |        |        | Q      | F      |        |        |        |        |        |
| Ski Cross           |        |        |        |        |        |        |        |        |        |        |        |        |        | Q      | F      |

## Tableau des médailles
| Rang  | Nation          | Or | Argent | Bronze | Total |
| ----- | --------------- | -- | ------ | ------ | ----- |
| 1     | Canada          | 2  | 4      | 1      | 7     |
| 2     | États-Unis      | 2  | 3      | 1      | 6     |
| 3     | Suisse          | 2  | -      | 3      | 5     |
| 4     | France          | 1  | 3      | -      | 4     |
| 5     | Australie       | 1  | 1      | 1      | 3     |
| 6     | Chine           | 1  | -      | 1      | 2     |
| 7     | Allemagne       | 1  | -      | -      | 1     |
| -     | Autriche        | 1  | -      | -      | 1     |
| -     | Slovénie        | 1  | -      | -      | 1     |
| 10    | Grande-Bretagne | -  | 1      | -      | 1     |
| 11    | Biélorussie     | -  | -      | 1      | 1     |
| -     | Kazakhstan      | -  | -      | 1      | 1     |
| -     | Russie          | -  | -      | 1      | 1     |
| -     | Slovaquie       | -  | -      | 1      | 1     |
| -     | Suède           | -  | -      | 1      | 1     |
| Total | Total           | 12 | 12     | 12     | 36    |

## Podium

### Hommes
| Épreuves                         | Or               | Argent                 | Bronze                |
| -------------------------------- | ---------------- | ---------------------- | --------------------- |
| Saut (14 et 15 janvier)          | Qi Guangpu       | Alex Bowen             | Maxim Gustik          |
| Bosses (18 janvier)              | Anthony Benna    | Mikael Kingsbury       | Alexandr Smyshlyaev   |
| Bosses en Parallèle (19 janvier) | Mikael Kingsbury | Philippe Marquis       | Marc-Antoine Gagnon   |
| Slopestyle (20 et 21 janvier)    | Fabian Boesch    | Russell Henshaw        | Noah Wallace          |
| Half-Pipe (22 janvier)           | Kyle Smaine      | Joffrey Pollet-Villard | Yannic Lerjen         |
| Ski-Cross (24 et 25 janvier)     | Filip Flisar     | Jean-Frédéric Chapuis  | Victor Öhling Norberg |

### Femmes
| Épreuves                         | Or                      | Argent                  | Bronze           |
| -------------------------------- | ----------------------- | ----------------------- | ---------------- |
| Saut (14 et 15 janvier)          | Laura Peel              | Kiley McKinnon          | Xu Mengtao       |
| Bosses (18 janvier)              | Justine Dufour-Lapointe | Hannah Kearney          | Britteny Cox     |
| Bosses en Parallèle (19 janvier) | Hannah Kearney          | Justine Dufour-Lapointe | Yulia Galysheva  |
| Slopestyle (20 et 21 janvier)    | Lisa Zimmermann         | Katie Summerhayes       | Zuzana Stromkova |
| Half-Pipe (22 janvier)           | Virginie Faivre         | Cassie Sharpe           | Mirjam Jaeger    |
| Ski-Cross (24 et 25 janvier)     | Andrea Limbacher        | Ophélie David           | Fanny Smith      |

## Résultats détaillés

### Sauts Hommes

#### Qualifications
Les 6 premiers à l'issue du 1er saut qualificatif sont directement qualifiés pour la finale.
| Rang | Nom                  | Nationalité | Score Q1 | Score Q2 | Note |
| ---- | -------------------- | ----------- | -------- | -------- | ---- |
| 1    | Ilya Burov           | Russie      | 117,65   | -        | Q    |
| 2    | Travis Gerrits       | Canada      | 115,49   | -        | Q    |
| 3    | Denis Osipau         | Biélorussie | 113,28   | -        | Q    |
| 4    | Zhou Hang            | Chine       | 112,67   | -        | Q    |
| 5    | Alex Bowen           | États-Unis  | 107,97   | -        | Q    |
| 6    | Timofei Slivets      | Russie      | 105,75   | -        | Q    |
| 7    | Jia Zongyang         | Chine       | 101,77   | 121,72   | Q    |
| 8    | Maxim Gustik         | Biélorussie | 86,73    | 118,55   | Q    |
| 9    | Michael Rossi        | États-Unis  | 98,23    | 114,03   | Q    |
| 10   | Oleksandr Abramenko  | Ukraine     | 83,19    | 114,03   | Q    |
| 11   | Jonathon Lillis      | États-Unis  | 63,35    | 112,39   | Q    |
| 12   | Qi Guangpu           | Chine       | 87,78    | 108,41   | Q    |
| 13   | Dimitri Isler        | Suisse      | 90,72    | 97,87    |      |
| 14   | Mac Bohonnon         | États-Unis  | 95,02    | 88,50    |      |
| 15   | Lloyd Wallace        | Royaume-Uni | 93,41    | 81,07    |      |
| 16   | Stanislau Hladchenko | Biélorussie | 62,44    | 71,39    |      |
| 17   | Olivier Rochon       | Canada      | 66,50    | 91,59    |      |
| 18   | Wang Xindi           | Chine       | 90,82    | 66,50    |      |
| 19   | Pavel Krotov         | Russie      | 89,82    | 84,16    |      |
| 20   | Mischa Gasser        | Suisse      | 82,24    | 87,88    |      |
| 21   | Mykola Puzderko      | Ukraine     | 79,38    | 75,56    |      |
| 22   | Naoya Tabara         | Japon       | 76,92    | 50,44    |      |

#### Finale
| Rang                      | Nom                 | Nationalité | Manche 1 | Rang | Manche 2     | Rang         | Manche 3     | Rang         |
| ------------------------- | ------------------- | ----------- | -------- | ---- | ------------ | ------------ | ------------ | ------------ |
| Médaille d'or, monde      | Qi Guangpu          | Chine       | 122,57   | 2    | 121,27       | 2            | 139,50       | 1            |
| Médaille d'argent, monde  | Alex Bowen          | États-Unis  | 96,79    | 9    | 115,49       | 4            | 121,27       | 2            |
| Médaille de bronze, monde | Maxim Gustik        | Biélorussie | 109,35   | 4    | 116,82       | 3            | 119,91       | 3            |
| 4                         | Zhou Hang           | Chine       | 99,63    | 8    | 124,34       | 1            | 115,84       | 4            |
| 5                         | Ilya Burov          | Russie      | 106,64   | 6    | 102,26       | 5            | 106,79       | 5            |
| 6                         | Jia Zongyang        | Chine       | 123,90   | 1    | 95,47        | 6            | 90,50        | 6            |
| 7                         | Jonathon Lillis     | États-Unis  | 108,41   | 5    | 90,50        | 7            | Non qualifié | Non qualifié |
| 8                         | Michael Rossi       | États-Unis  | 104,49   | 7    | 88,94        | 8            | Non qualifié | Non qualifié |
| 9                         | Timofei Slivets     | Russie      | 112,39   | 3    | 85,97        | 9            | Non qualifié | Non qualifié |
| 10                        | Oleksandr Abramenko | Ukraine     | 96,44    | 10   | Non qualifié | Non qualifié | Non qualifié | Non qualifié |
| 11                        | Denis Osipau        | Biélorussie | 84,96    | 11   | Non qualifié | Non qualifié | Non qualifié | Non qualifié |
| 12                        | Travis Gerrits      | Canada      | 81,33    | 12   | Non qualifié | Non qualifié | Non qualifié | Non qualifié |

### Sauts Femmes

#### Qualifications
Les 6 premiers à l'issue du 1er saut qualificatif sont directement qualifiés pour la finale.
| Rang | Nom                      | Nationalité | Score Q1 | Score Q2 | Note |
| ---- | ------------------------ | ----------- | -------- | -------- | ---- |
| 1    | Danielle Scott           | Australie   | 96,23    | -        | Q    |
| 2    | Laura Peel               | Australie   | 92,70    | -        | Q    |
| 3    | Xu Mengtao               | Chine       | 91,29    | -        | Q    |
| 4    | Kiley McKinnon           | États-Unis  | 87,42    | -        | Q    |
| 5    | Quan Huilin              | Chine       | 84,42    | -        | Q    |
| 6    | Xu Sicun                 | Chine       | 84,42    | -        | Q    |
| 7    | Ashley Caldwell          | États-Unis  | 79,78    | 100,20   | Q    |
| 8    | Aliaksandra Ramanouskaya | Biélorussie | 84,10    | 74,82    | Q    |
| 9    | Liubov Nikitina          | Russie      | 67,32    | 81,58    | Q    |
| 10   | Hanna Huskova            | Biélorussie | 80,64    | 27,84    | Q    |
| 11   | Anastasiya Novosad       | Ukraine     | 80,32    | 54,28    | Q    |
| 12   | Veronika Korsunova       | Russie      | 80,01    | 70,18    | Q    |
| 13   | Renee McElduff           | Australie   | 79,69    | 77,72    |      |
| 14   | Kong Fanyu               | Chine       | 77,14    | 79,45    |      |
| 15   | Olga Polyuk              | Ukraine     | 78,75    | 67,57    |      |
| 16   | Shen Xiaoxue             | Chine       | 70,50    | 78,75    |      |
| 17   | Sabrina Guerin           | Canada      | 78,12    | 70,47    |      |
| 18   | Zhanbota Aldabergenova   | Kazakhstan  | 75,40    | 53,55    |      |
| 19   | Nadiya Mokhnatska        | Ukraine     | 69,89    | 42,84    |      |
| 20   | Elodie Wallace           | Royaume-Uni | 51,66    | 48,60    |      |

#### Finale
| Rang                      | Nom                      | Nationalité | Manche 1 | Rang | Manche 2     | Rang         | Manche 3     | Rang         |
| ------------------------- | ------------------------ | ----------- | -------- | ---- | ------------ | ------------ | ------------ | ------------ |
| Médaille d'or, monde      | Laura Peel               | Australie   | 80,95    | 8    | 86,01        | 3            | 88,47        | 1            |
| Médaille d'argent, monde  | Kiley McKinnon           | États-Unis  | 85,36    | 3    | 77,14        | 5            | 88,12        | 2            |
| Médaille de bronze, monde | Xu Mengtao               | Chine       | 98,00    | 1    | 96,90        | 1            | 86,84        | 3            |
| 4                         | Ashley Caldwell          | États-Unis  | 89,30    | 2    | 68,47        | 6            | 79,78        | 4            |
| 5                         | Danielle Scott           | Australie   | 82,21    | 7    | 88,83        | 2            | 70,14        | 5            |
| 6                         | Hanna Huskova            | Biélorussie | 82,84    | 6    | 78,30        | 4            | 69,09        | 6            |
| 7                         | Liubov Nikitina          | Russie      | 83,47    | 5    | 65,56        | 7            | Non qualifié | Non qualifié |
| 8                         | Xu Sicun                 | Chine       | 80,50    | 9    | 59,50        | 8            | Non qualifié | Non qualifié |
| 9                         | Quan Huilin              | Chine       | 85,05    | 4    | 35,25        | 9            | Non qualifié | Non qualifié |
| 10                        | Anastasiya Novosad       | Ukraine     | 78,12    | 10   | Non qualifié | Non qualifié | Non qualifié | Non qualifié |
| 11                        | Aliaksandra Ramanouskaya | Biélorussie | 71,82    | 11   | Non qualifié | Non qualifié | Non qualifié | Non qualifié |
| 12                        | Veronika Korsunova       | Russie      | 64,26    | 12   | Non qualifié | Non qualifié | Non qualifié | Non qualifié |